# Балашев, Дмитрий Иванович
Дми́трий Ива́нович Балаше́в (19 (30) октября 1725 — 5 (16) октября 1790, Борисово, Каширский уезд, Тульская губерния) — русский государственный деятель, сенатор Правительствующего Сената (1786—1789), вице-губернатор Орловского наместничества (1778—1780), тайный советник.

## Биография
Дмитрий Иванович Балашев родился 19 (30) октября 1725 года Выходец из старинного дворянского рода Балашовых. Отец, Иван Мамонович, и дед, Мамон Андреевич, Балашевы были помещиками Ряжского уезда Рязанской губернии.
В 1736 году стал кадетом Рыцарской академии в Санкт-Петербурге.
В 1762 году был коллежским асессором Монетного двора в Санкт-Петербурге. В 1764 г. работал в Камер-коллегии в чине надворного советника. В 1770 г. — прокурор Коллегии экономии. В 1775 г. был прокурором, а в 1777 г. служил председателем Гражданской палаты в Смоленске.
В 1778—1780 годах исправлял должность вице-губернатора или, как тогда называли, поручика правителя вновь учреждённого Орловского наместничества.
В 1786 году становится кавалером ордена Св. Владимира 2-й степени.
С 28 июня 1786 г. по 20 мая 1789 года был сенатором Правительствующего Сената.
20 (31) мая 1789 г. вышел в отставку.
Дмитрий Иванович Балашев умер 5 (16) октября 1790 г. Похоронен вместе с женой на кладбище несуществующего сельца Борисово Захарьинской волости Каширского уезда Тульской губернии (близ д. Павловское). В настоящее время могила разрушена, можно увидеть остатки надгробного камня.

## Личная жизнь
Супруга — Матрёна Ивановна Чаплина (20 (31) марта 1738 — 28 февраля (12 марта) 1807, Борисово, Каширский уезд, Тульская губерния). Происходила из древнего дворянского рода Чаплиных.
У них было восемь детей.
1. Александра Дмитриевна Балашова родилась 6 (17) апреля 1765 г. Выпускница Смольного института благородных девиц (1770—1782). Умерла 27 января (8 февраля) 1847 г. в Санкт-Петербурге. Похоронена в семейном склепе в селе Покровском Шлиссельбургского уезда Санкт-Петербургской губернии.
2. Агриппина (простореч. Аграфена) Дмитриевна Протасьева (ок. 1765 г.р.). В преклонных годах вышла замуж за соседа по шацкому имению, вдовца, надворного советника Фёдора Михайловича Протасьева. Умерла после 1818 г.
3. Елизавета Дмитриевна Козловская (1767—1851), выпускница Смольного института (1773—1785), супруга подполковника артиллерии, предводителя дворянства Шацкого уезда Тамбовской губернии в 1812—1813 гг. Дмитрия (Еремея) Ивановича Козловского (1760—1834). Дети: Михаил (1798—1853), Александр (ок. 1803 г.р.) и Екатерина (супруга Павла Акимовича Лазарева-Станищева).
4. Прасковья Дмитриевна Шапкина (ок. 1767 г.р.).
5. Александр Дмитриевич Балашов (13 [24] июля 1770, Москва, Российская империя — 8 [20] мая 1837, Кронштадт, Санкт-Петербург, Российская империя).
6. Глафира Дмитриевна Звегинцова (1775—1818), супруга капитана, предводителя дворянства Шацкого уезда Тамбовской губернии Ильи Ивановича Звегинцова (1763—1828). Сын Александр Ильич Звегинцов (1801—1849) — волынский губернатор.
7. Елена Дмитриевна Папкова (ок. 1779 г.р.), супруга генерал-майора артиллерии, действительного статского советника Поликарпа Афанасьевича Папкова (1760—1818). Дети: Александр (1807 г.р.), Аглаида (1810 г.р.) и София (супруга барона Александра Фёдоровича Фитингофа (1794—1862?), мать Бориса Александровича Фитингоф-Шеля (1829—1901).
8. Екатерина Дмитриевна Козлова.